# Anja Steensig
 Der er for få eller ingen kildehenvisninger i denne artikel, hvilket er et problem. Du kan hjælpe ved at angive troværdige kilder til de påstande, som fremføres i artiklen.

Anja Steensig Holmbäck (født 6. juni 1973 i Silkeborg) er en dansk studievært. 
Steensig læste efter studentereksamen film- og medievidenskab ved Københavns Universitet, men droppede i 1998 studiet efter et praktikophold i DR. 
Hun blev i stedet ansat som programmedarbejder og debuterede som studievært på DR Sporten i 2000. I 2001 kom hun til Nordisk Film TV som studievært og tilrettelægger på bl.a. TV 2-programmerne Roomservice, Anja og BS på afveje og Go' aften Danmark. Hun skiftede i 2003 til BLU, hvor hun blev vært på TV3-programmerne Åbent hus, Åbent hus tager sydpå og Rent Fup. I 2007 blev hun selvstændig med AnjaSteensigPerformance, der bl.a. ydede skærmtræning. Fra januar 2010 til januar 2011 var hun vært på NOVAmorgen på Nova FM.